# Neptis acidalia
Neptis acidalia är en fjärilsart som beskrevs av Weber 1801. Neptis acidalia ingår i släktet Neptis och familjen praktfjärilar. Inga underarter finns listade i Catalogue of Life.